# Evelyn Cecil (1er baron Rockley)
Evelyn Cecil (30 mai 1865 - 1er avril 1941) est un homme politique britannique du Parti conservateur. Il a pour titre 1er baron Rockley.

## Biographie
Evelyn Cecil est né dans la paroisse de St George's, Hanover Square, au cœur de Mayfair à Londres. Il est le fils aîné de Eustace Cecil, petit-fils de James Gascoyne-Cecil, et cousin de Robert Cecil et d'Arthur Balfour.
Il fait ses études au Collège d'Eton et au New College d'Oxford. Cecil est secrétaire privé de 1891 à 1892, auprès du premier ministre, son oncle, Robert Gascoyne-Cecil, pendant le second mandat de ce dernier et pendant son troisième mandat de 1895 à 1902.
Le 16 février 1898, il épouse l'hon. Alicia Amherst (historienne des jardins et fille de William Tyssen-Amherst) et ils ont trois enfants : Robert William Evelyn (28 février 1901– 26 janvier 1976) , Margaret Gertrude (27 novembre 1898 - 26 août 1962) et Maud Katharine Alicia (21 novembre 1904 - 12 juin 1981) ,.
Cecil est député de 1898 à 1929 et est nommé Chevalier Grand-Croix de l'Ordre de l'Empire britannique (GBE) lors des honneurs du Nouvel An de 1922. Il est élevé à la pairie le 11 janvier 1934 en tant que baron Rockley, de Lytchett Heath, dans le comté de Dorset.
Il est décédé en 1941 à Poole à l'âge de 75 ans.